# Najneh-ye Soflá
Najneh-ye Soflá (persiska: نجنه سفلی) är en ort i Iran.   Den ligger i provinsen Kurdistan, i den nordvästra delen av landet, 500 km väster om huvudstaden Teheran. Najneh-ye Soflá ligger 1 459 meter över havet och antalet invånare är 388.
Terrängen runt Najneh-ye Soflá är huvudsakligen lite bergig. Najneh-ye Soflá ligger nere i en dal.Runt Najneh-ye Soflá är det ganska tätbefolkat, med 93 invånare per kvadratkilometer. Närmaste större samhälle är Bāneh, 18,6 km sydost om Najneh-ye Soflá. Trakten runt Najneh-ye Soflá består i huvudsak av gräsmarker.